# Самбарське солоне озеро
Самбарське солоне озеро (Озеро Самбхар) — велике безстічне озеро в Індії. Розташоване за 96 км на південний захід від міста Джайпур (Індія північно-західна частина) і за 64 км до північного-сходу від Аджмір вздовж Національного шосе № 8 в Раджастані.

## Міфологія
Епопея Махабхарата згадує це місце як частину королівства короля — демона Бришпарва і як місце його священика Сукрачарія, і як місце, де відбувся шлюб між його дочкою Деваяні і Королем Яяті. Храм, присвячений Деваяні, все ще можна помітити біля озера. Відповідно до індуської традиції, Шакамбхарі Деві, богиня Чаухан Раджпута перетворила ліс в рівнину дорогоцінних металів. Але люди занепокоїлись, що це багатство насправді є прокляттям, а не благословінням, і попросили її зректися своєї користі, вона перетворила Срібло на Сіль. Цьому місцю присвятили храм.

## Географія
Озеро фактично є великим солевим заболоченим місцем, з водними глибинами, коливаючимися від кількох сантиметрів (60 см) протягом сухого сезону. До 3 м глибини в сезон мусонів. Озеро займає площу 190 — 230 км², залежно від сезону. Воно має еліптичну форму, 35.5 км завдовжки і 3 — 11 завширшки. Довжина обводу 96 км, оточено з усіх боків хребтом Аравалі.
Басейн озера Самбхар розділений дамбою довжиною 5.1 км з каменю й піску. Після того, як солона вода сягає певної концентрації, вона буде випущена із західного басейну. На сході дамби лежать солоні випари, де сіль оброблялася протягом тисяч років. Ця східна область має площу 80 км² і включає солоні басейни і канали. На сході дамби проходить залізниця, побудована британцями (ще до набуття Індією незалежності), щоб забезпечити доступ від Міста Озера Самбхар до місць вироблення солі.
Найближчий аеропорт Джайпур, найближча залізнична станція Самбар.
Вода живить озеро від потоків з річок Мендха, Рунпангарх, Хандель і Каріан. Мендха і Рупангарх — головні потоки. Температура сягає 40 °C влітку залишається приблизно на рівні 11 °C взимку.
Це — найбільше солене озеро Індії, що зробило Раджастхан, третім найбільшим штатом в Індії з виробництва солі. Солеварні на озері виробляють 196 000 тонн чистої солі щороку, що дорівнює 8.7% Солевого виробництва Індії. Його солеве виробництво зроблено процесом випари солоної води, всім виробництвом управляє Shambar Salts Ltd. (SSL), спільне підприємство Hindustan Salts Ltd і державного апарату штату. SSL належать 3% східного озера.